# Sobradinho (kommun i Brasilien, Bahia, lat -9,59, long -40,78)
Sobradinho är en kommun i Brasilien.   Den ligger i delstaten Bahia, i den östra delen av landet, 1 000 km nordost om huvudstaden Brasília. Antalet invånare är 21 988.
Omgivningarna runt Sobradinho är i huvudsak ett öppet busklandskap. Runt Sobradinho är det glesbefolkat, med 8 invånare per kvadratkilometer.